# Нова речевість

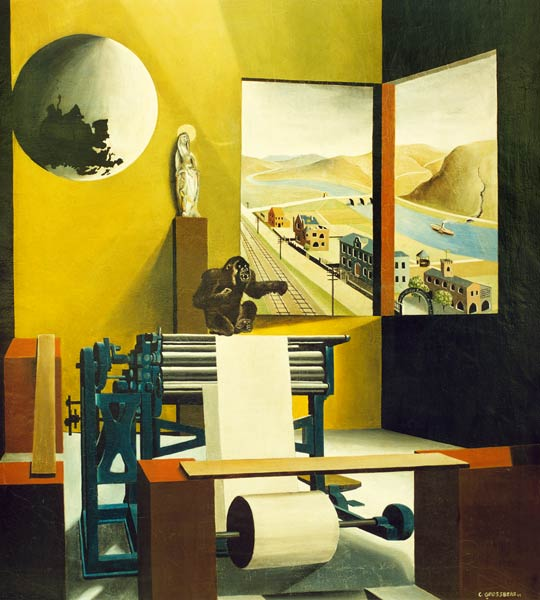
Карл Гросберг. Друкарський цех (1925).

Нова речевість, також нова об'єктивність, нова предметність, нова матеріальність (нім. Neue Sachlichkeit) — художня течія в Німеччині 1920-х років, що охопила живопис, літературу, архітектуру, фотографію, кіно, музику.

## Програма
Протистояла пізньому романтизму і експресіонізму. Вичерпалася до 1933 року, з приходом нацизму до влади і встановленням єдиної державної політики у сфері мистецтва. Назву нова речевість ввів в ужиток у 1923 році директор Мангаймського художнього музею Густав Гартлауб, намагаючись визначити новий реалізм в живописі. Гартлауб характеризував цей реалізм так: «Він був пов'язаний з поголовними настроями цинізму і покірності долі, які охопили німців після того, як обернулися в прах їх райдужні надії на майбутнє (якраз вони і знайшли собі віддушину в експресіонізмі). Цинізм і покірність долі складали негативну сторону „нової речевості“. Позитивна сторона полягала в тому, що до безпосередньої дійсності ставилися з підвищеним інтересом, оскільки у художників виникло сильне бажання сприймати реальні речі такими, якими вони є, без усіляких ідеалізуючих або романтичних фільтрів».
У кінематографі «Нова речевість», проголошуючи принцип нейтрального, об'єктивного погляду на світ людей, знайшла своє відображення у так званих фільмах-оглядах, які показували певний шматок життя на прикладі цілої низки спеціально зіставлених подій. Фільми «нової речевості» виходили на екрани протягом декількох років і не залишили значного сліду в кінематографі.
Течія мала два крила:
- праве (Мюнхен, Карлсруе), неокласичне або магічний реалізм, що обрав як зразки творчість Кіріко і Валлотона, та
- ліве (Берлін, Дрезден), що нерідко удавалося до соціальної критики і карикатури (до нього зазвичай відносять Георга Гросса, Отто Дікса, Макса Бекманна) та було в тридцятих роках затавроване офіційною пропагандою як дегенеративне мистецтво, підлягало символічній нарузі і знищенню.

## Представники
- У живописі і графіці до нової речевості належали, окрім вже перерахованих, Жанна Маммен, Крістіан Шад, Даврінґгаузен, Рудольф Дешінгер, Карл Барт;
- в архітектурі — Вальтер Гропіус, Еріх Мендельзон та Бруно Таут;
- в літературі — Ганс Фаллада, Макс Геррманн-Найссе і Альфред Деблін;
- в музиці — Пауль Гіндеміт, Курт Вайль;
- у фотографії — Август Зандер, Карл Блосфельдт, Альберт Ренгер-Патч, останній, альбом який носить характерну назву життя прекрасне (1926), в обґрунтування свого підходу пише: «Залишимо мистецтво художникам і спробуємо за допомогою фотографічних засобів створювати зображення, які могли б захистити свою гідність суто фотографічними якостями, не позичаючись у мистецтва».
- у кінематографі — Бертольд Фіртель, Георг Вільгельм Пабст.

## Архітектура
Архітектурний стиль «Нова речевість» виник в Європі, насамперед у Німеччині, у 1920–1930-х роках. Стиль також часто називають Neues Bauen (Нова Забудова). Набув поширення у багатьох містах Німеччини.
Архітектори Нової речевості прагнули побудувати якомога рентабельніше житло, частково для розв'язання житлової кризи в Німеччині у 1920-х роках. Вони проєктували недорогі житлові комплекси в Берліні, Гамбурзі, Франкфурті та інших містах.
Будівлі мали сучасні плоскі дахи, балкони, виго́ди, такі як газ, електричне світло та ванні кімнати. До уваги бралися інсоляція і провітрювання квартир, наявність в подвір'ях озеленення, доступ до транспорту.

## Додаткова література
- Нова речевість // Літературознавча енциклопедія : у 2 т. / авт.-уклад. Ю. І. Ковалів. — Київ : ВЦ «Академія», 2007. — М — Я. — С. 126.
- Schmied W. Neue Sachlichkeit and German Realism of the Twenties. London: Arts Council of Great Britain, 1978.
- Michalski S. New Objectivity. Cologne: Benedikt Taschen, 1994
- Becker S. Neue Sachlichkeit. Köln: Böhlau, 2000
- McCormick R.W. Gender and sexuality in Weimar modernity: film, literature, and «new objectivity». New York: Palgrave, 2001
- Plumb S. Neue Sachlichkeit 1918-33: unity and diversity of an art movement. Amsterdam: Rodopi, 2006